# Противоакулья сетка

Упрощённая схема австралийской противоакульей сетки.

Противоакулья сетка — специальная защитная металлическая конструкция, устанавливаемая в море вблизи пляжей для предотвращения нападения акул на купающихся людей.
Противоакульи сетки не предполагают полной защиты от акул; их размещение ведётся по принципу «меньше акул — меньше нападений», поскольку попадание в такую сетку для акулы означает смерть: в противоакульих сетках ячейки намеренно делают крупными, чтобы акула могла в них попасть, но затем не имела бы возможности выбраться, пока, в конце концов, не погибнет. По причине частого передвижения невдалеке от побережья лодок и других мелких судов противоакульи сетки обычно устанавливаются на глубине 4 м или ниже и непосредственно не соединяются с побережьем (за исключением противоакульих сеток в Гонконге), что означает возможность для акул проплывать над ними и вокруг них.
Установка противоакульих сеток началась в 1935 году. Противоакульи сетки распространены в Австралии (в этой стране реализуется специальная программа по их установке), Новой Зеландии, Южно-Африканской Республике, Гонконге, других государствах и территориях.
Деятельность по установке противоакульих сеток подвергается разнообразной критике со стороны зоозащитных организаций: в частности, высказываются точки зрения, что их установка может привести к резкому сокращению численности популяций акул, а также целого ряда других морских животных (зачастую не представляющих никакой опасности для человека), попадающих в сетки в виде «прилова».